# Schenefeld
Schenefeld är en stad i Kreis Pinneberg i förbundslandet Schleswig-Holstein i Tyskland.